# Mètopa

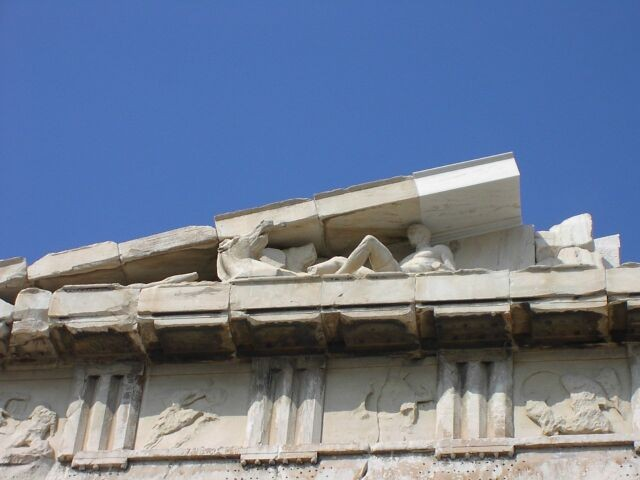
Mètopes del Partenó

Una mètopa (μετόπη) a l'arquitectura clàssica, és un plafó o peça rectangular o quadrada de pedra, marbre o terracota que ocupa part del fris d'un entaulament dòric, situada entre dos tríglifs.
Cada mètopa estava ocupada per un baix relleu. Els seus temes eren variats i es van caracteritzar pel fet de relatar esdeveniments històrics o mitològics. La seva funció era, sobretot, decorativa i estava policromada.